# Cheiridium insulare
Espèce
Cheiridium insulare est une espèce de pseudoscorpions de la famille des Cheiridiidae.

## Distribution
Cette espèce est endémique de Guadeloupe.

## Description
Le mâle holotype mesure 0,846 mm.

## Publication originale
- Vitali-di Castri, 1984 : Chthoniidae et Cheiridiidae (Pseudoscorpionida, Arachnida) des Petites Antilles. Bulletin du Museum National d'Histoire Naturelle Section A, Zoologie Biologie et Écologie Animales, sér. 4, vol. 5, no 4, p. 1059-1078 (texte intégral).